# Закон Саэнса Пеньи
Закон Саэнса Пеньи (исп. Ley Sáenz Peña) — законодательный акт № 8871, одобренный Национальным Конгрессом Аргентины 10 февраля 1912 года благодаря усилиям президента Роке Саэнса Пеньи. Согласно данному закону право голоса получили все граждане Аргентины старше 18 лет (женщины получили право голоса только в 1947 году). Голосование стало тайным, всеобщим и обязательным. Уклоняющиеся от голосования обязаны были уплатить штраф в 20 песо.
Голосование тесно связывалось с военной службой — как две фундаментальные обязанности гражданина Аргентины. Все молодые люди 18 лет обязаны были зарегистрироваться в качестве военнообязанных. Они получали удостоверение, которые необходимо было носить с собой в качестве основного документа. В них указывалось имя и национальность, фотография владельца, отпечатки пальцев и детальное описание внешности. Также в удостоверении отмечалось, является ли его владелец военнообязанным или имеет отсрочку или освобождение от службы. В день выборов необходимо было предъявить данное удостоверение в месте для голосования. Там же ставился штамп о голосовании на каждых выборах.
Закон Саэнса Пеньи положил конец подлогам, которыми постоянно занималась консервативная аргентинская олигархия. Благодаря ему во время первых свободных выборов к власти пришел Гражданский радикальный союз.